# Нурсола (Иштымбальское сельское поселение)
 Нурсола  — деревня в Куженерском районе Республики Марий Эл. Входит в состав Иштымбальского сельского поселения.

## География
Находится в северо-восточной части республики Марий Эл на расстоянии приблизительно 7 км на запад-северо-запад от районного центра посёлка Куженер.

## История
Известна с 1859 году как казённый починок, в ней тогда было 12 домов, проживал 71 человек. В 1874 году в деревне было 13 домов, проживало 86 человек. В 2005 году в деревне было учтено 7 деревянных и 6 каменных домов. В советское время работали колхозы «Ушут мучаш», «Родина», позднее ООО «Возрождение».

## Население
Население составляло 39 человек (мари 95 %) в 2002 году, 40 в 2010.